# Psycroptic
Gli Psycroptic sono un gruppo musicale technical death metal australiano con venature stilistiche groove metal e metalcore formatosi a Hobart nel 1999.

## Storia
Gli Psycroptic sono stati fondati nel 1999 dai fratelli Haley con il nome "Disseminate".
Con questo nome i fratelli Haley incisero solo una demo nel 1998, dopodiché fondarono gli Psycroptic, la cui formazione vedeva Dave Haley alla batteria, il fratello Joe alla chitarra, Cameron Grant al basso e Matthew Chalk alla voce.

## Formazione

### Formazione attuale
- Jason Peppiatt – voce (2005-presente)
- Joe Haley – chitarra (1999-presente)
- Cameron Grant – basso (1999-presente)
- David Haley – batteria (1999-presente)

### Ex componenti
- Matthew "Chalky" Chalk – voce (1999-2005)
- Mic Summerton – basso dal vivo
- Joe Payne – basso dal vivo
- Tony Reust – voce dal vivo (2008)

## Discografia

### Album in studio
- 2001 – The Isle of Disenchantment
- 2003 – The Scepter of the Ancients
- 2006 – Symbols of Failure
- 2008 – Ob(Servant)
- 2012 – The Inherited Repression
- 2015 – Psycroptic
- 2018 - As the Kingdom Drowns

### Album dal vivo
- 2010 – Initiation

### Singoli
- 2014 – Echoes to Come